# Boscia hexamitocarpa
Boscia hexamitocarpa là một loài thực vật có hoa trong họ Capparaceae. Loài này được Gilg-Ben. mô tả khoa học đầu tiên năm 1938.